# Élections législatives de 2002 dans le Jura
Les élections législatives françaises de 2002 se déroulent les 9 et 16 juin 2002. Dans le département du Jura, trois députés sont à élire dans le cadre de trois circonscriptions.

## Élus
| Circonscription | Député sortant                              | Parti | Parti | Député élu ou réélu | Parti | Parti |
| --------------- | ------------------------------------------- | ----- | ----- | ------------------- | ----- | ----- |
| 1re             | Jacques Pélissard                           |       | RPR   | Jacques Pélissard   |       | UMP   |
| 2e              | Jean Charroppin                             |       | RPR   | Jean Charroppin     |       | UMP   |
| 3e              | André Vauchez suppléant de Dominique Voynet |       | PS    | Jean-Marie Sermier  |       | UMP   |

## Résultats

### Résultats à l'échelle du département
| Parti                                    | Parti                             | Premier tour | Premier tour | Second tour | Second tour | Sièges |
| Parti                                    | Parti                             | Voix         | %            | Voix        | %           | Sièges |
| ---------------------------------------- | --------------------------------- | ------------ | ------------ | ----------- | ----------- | ------ |
|                                          | Union pour un mouvement populaire | 50 348       | 42,76        | 38 929      | 54,94       | 3      |
|                                          | Mouvement pour la France          | 2 509        | 2,13         |             |             | 0      |
|                                          | Divers droite                     | 859          | 0,73         | 0           |             |        |
|                                          | Majorité présidentielle           | 53 716       | 45,63        | 38 929      | 54,94       | 3      |
|                                          |                                   |              |              |             |             |        |
|                                          | Parti socialiste                  | 20 746       | 17,66        | 13 588      | 19,18       | 0      |
|                                          | Les Verts                         | 14 082       | 11,96        | 18 334      | 25,88       | 0      |
|                                          | Parti communiste français         | 3 435        | 2,92         |             |             | 0      |
|                                          | diss. Parti socialiste            | 2 299        | 1,95         | 0           |             |        |
|                                          | Gauche parlementaire              | 40 562       | 34,45        | 31 922      | 45,06       | 0      |
|                                          |                                   |              |              |             |             |        |
|                                          | Front national                    | 13 616       | 11,57        |             |             | 0      |
|                                          | Extrême gauche dont LO et PT      | 3 107        | 2,64         | 0           |             |        |
|                                          | Divers écologiste dont MÉI et GÉ  | 2 643        | 2,24         | 0           |             |        |
|                                          | Divers                            | 2 466        | 2,09         | 0           |             |        |
|                                          | Mouvement national républicain    | 1 623        | 1,38         | 0           |             |        |
|                                          |                                   |              |              |             |             |        |
| Inscrits                                 | Inscrits                          | 181 854      | 100,00       | 119 133     | 100,00      | 3      |
| Abstentions                              | Abstentions                       | 61 179       | 33,64        | 44 787      | 37,59       |        |
| Votants                                  | Votants                           | 120 675      | 66,36        | 74 346      | 62,41       |        |
| Blancs et nuls                           | Blancs et nuls                    | 2 942        | 2,44         | 3 495       | 4,7         |        |
| Exprimés                                 | Exprimés                          | 117 733      | 97,56        | 70 851      | 95,3        |        |
| Source : Ministère de l'Intérieur - Jura |                                   |              |              |             |             |        |

### Résultats par circonscription

#### Première circonscription (Lons-le-Saunier)
|                | Jacques Pélissard sortant réélu | UMP            | 20 876 | 50,5   |  |  |  |
|                | Yves Colmou                     | PS             | 11 557 | 27,96  |  |  |  |
|                | Monique Pêcheur                 | FN             | 4 278  | 10,35  |  |  |  |
|                | Sylviane Pernet                 | PCF            | 1 790  | 4,33   |  |  |  |
|                | Jérôme Berthault                | MÉI            | 681    | 1,65   |  |  |  |
|                | Marcelle Guillin                | CPNT           | 539    | 1,3    |  |  |  |
|                | Odile Koller                    | LO             | 503    | 1,22   |  |  |  |
|                | Raymond Villerot                | MNR            | 376    | 0,91   |  |  |  |
|                | Lionel Fournier                 | PT             | 309    | 0,75   |  |  |  |
|                | Michel Vola                     | GÉ             | 307    | 0,74   |  |  |  |
|                | Hervé Aymonin                   | Divers         | 123    | 0,3    |  |  |  |
|                |                                 |                |        |        |  |  |  |
| Inscrits       | Inscrits                        | Inscrits       | 62 709 | 100,00 |  |  |  |
| Abstentions    | Abstentions                     | Abstentions    | 20 399 | 32,53  |  |  |  |
| Votants        | Votants                         | Votants        | 42 310 | 67,47  |  |  |  |
| Blancs et nuls | Blancs et nuls                  | Blancs et nuls | 971    | 2,29   |  |  |  |
| Exprimés       | Exprimés                        | Exprimés       | 41 339 | 97,71  |  |  |  |

#### Deuxième circonscription (Saint-Claude)
| Candidat       | Candidat                      | Parti             | Premier tour | Premier tour | Second tour | Second tour |  |
| Candidat       | Candidat                      | Parti             | Voix         | %            | Voix        | %           |  |
| -------------- | ----------------------------- | ----------------- | ------------ | ------------ | ----------- | ----------- |  |
|                | Jean Charroppin sortant réélu | UMP               | 12 730       | 38,26        | 16 213      | 54,40       |  |
|                | Denis Vuillermoz              | PS                | 9 189        | 27,62        | 13 588      | 45,60       |  |
|                | Éliane Vuillemin              | FN                | 4 044        | 12,16        |             |             |  |
|                | Jean-Louis Millet             | MPF               | 2 509        | 7,54         |             |             |  |
|                | Francis Lahaut                | PCF               | 1 645        | 4,94         |             |             |  |
|                | Jean-Michel Dealberto         | Divers écologiste | 817          | 2,46         |             |             |  |
|                | Michèle Vincent               | Extrême gauche    | 517          | 1,55         |             |             |  |
|                | Yvette Coron                  | CPNT              | 399          | 1,20         |             |             |  |
|                | François Coulon               | MNR               | 396          | 1,19         |             |             |  |
|                | Michel Guyon                  | LO                | 385          | 1,16         |             |             |  |
|                | Daniel Fournol                | Divers droite     | 301          | 0,90         |             |             |  |
|                | Jean Mendili                  | Divers écologiste | 219          | 0,66         |             |             |  |
|                | Carole Godard                 | Divers            | 117          | 0,35         |             |             |  |
|                |                               |                   |              |              |             |             |  |
| Inscrits       | Inscrits                      | Inscrits          | 53 724       | 100,00       | 53 716      | 100,00      |  |
| Abstentions    | Abstentions                   | Abstentions       | 19 572       | 36,43        | 22 454      | 41,8        |  |
| Votants        | Votants                       | Votants           | 34 152       | 63,57        | 31 262      | 58,2        |  |
| Blancs et nuls | Blancs et nuls                | Blancs et nuls    | 884          | 2,59         | 1 461       | 4,67        |  |
| Exprimés       | Exprimés                      | Exprimés          | 33 268       | 97,41        | 29 801      | 95,33       |  |

#### Troisième circonscription (Dole)
| Candidat       | Candidat                  | Parti               | Premier tour | Premier tour | Second tour | Second tour |  |
| Candidat       | Candidat                  | Parti               | Voix         | %            | Voix        | %           |  |
| -------------- | ------------------------- | ------------------- | ------------ | ------------ | ----------- | ----------- |  |
|                | Jean-Marie Sermier élu    | UMP (UDF)           | 16 742       | 38,82        | 22 716      | 55,34       |  |
|                | Dominique Voynet sortante | Les Verts (PS, PCF) | 14 082       | 32,65        | 18 334      | 44,66       |  |
|                | Maurice Batail            | FN                  | 5 294        | 12,28        |             |             |  |
|                | Guy Beaujard              | diss. PS            | 2 299        | 5,33         |             |             |  |
|                | René Mars                 | CPNT                | 859          | 1,99         |             |             |  |
|                | Luc Béjean                | MNR                 | 851          | 1,97         |             |             |  |
|                | Dominique Revoy           | LO                  | 813          | 1,89         |             |             |  |
|                | Jean Bordat               | MÉI                 | 619          | 1,44         |             |             |  |
|                | Jacques Berthault         | PT                  | 580          | 1,34         |             |             |  |
|                | Joseph Picot d'Aligny     | CNIP                | 558          | 1,29         |             |             |  |
|                | Bernard Desvignes         | Divers              | 327          | 0,76         |             |             |  |
|                | Jean Nurdin               | Divers              | 102          | 0,24         |             |             |  |
|                |                           |                     |              |              |             |             |  |
| Inscrits       | Inscrits                  | Inscrits            | 65 421       | 100,00       | 65 417      | 100,00      |  |
| Abstentions    | Abstentions               | Abstentions         | 21 208       | 32,42        | 22 333      | 34,14       |  |
| Votants        | Votants                   | Votants             | 44 213       | 67,58        | 43 084      | 65,86       |  |
| Blancs et nuls | Blancs et nuls            | Blancs et nuls      | 1 087        | 2,46         | 2 034       | 4,72        |  |
| Exprimés       | Exprimés                  | Exprimés            | 43 126       | 97,54        | 41 050      | 95,28       |  |